# Плотникова, Ольга Витальевна
Ольга Витальевна Плотникова (род. 16 мая 1980, Ивацевичи, Брестская область, БССР) — белорусская певица, телеведущая, артистка Государственного театрально-зрелищного учреждения «Молодёжный театр эстрады».

## Творчество
В 2005 году Плотникова стала одной из 20 артистов, которые получили радиопремию «Золотое ухо».
В 2016 году Плотникова выступила в белорусском профессиональном жюри Евровидение-2016.

## Личная жизнь
В 1998 году во время совместной работы Плотникова познакомилась с композитором Геннадием Маркевичем. В 2002 году поженились, у пары двое детей — Алина (род. 2007) и Даниил (род. 2010).
Увлекается коллекционированием фигурок обезьян, игрой на фортепиано, дизайном интерьера.

## Дискография
- «Где-то» (2005)[7].
- «Так бывает» (2007)[8].
- «Жизнь — конфета» (2010)[9].

## Видеография
| Год  | Клип                               | Режиссёр         | Альбом       |
| ---- | ---------------------------------- | ---------------- | ------------ |
| 2004 | «Где-то»                           | Александр Коршак | «Где-то»     |
| 2006 | «Так бывает»                       | Анатолий Вечер   | «Так бывает» |
| 2010 | «Главное на свете — это наши дети» |                  |              |
| 2015 | «Зачем слова»                      | Юрий Добров      |              |